# Станис, Владимир Францевич
Влади́мир Фра́нцевич Ста́нис (12 июля 1924, Нежин, Черниговская область, Украинская ССР — 1 декабря 2003, Москва) — советский и российский учёный-экономист, общественный деятель, второй ректор (1970—1993) Университета дружбы народов им. Патриса Лумумбы.

## Биография
Родился в семье военнослужащего и учительницы. Отец Владимира Францевича — Франц Адамович Станис, родившийся в 1888 году, украинец (его отец — литовец) был комиссаром полка, членом РКП(б) с 1919 года, умер в 1965 году во Львове, где жил после ухода в отставку из Советской армии. Мать Владимира Францевича — Евдокия Арсентьевна Станис, в последние годы жизни была домохозяйкой, умерла в 1959 году во Львове. Младшая сестра — Ида. В детстве переезжал вместе с семьёй из одного украинского города в другой.
В 1939 году вступил в Комсомол.
В 1941 году окончил 9 классов школы в Харькове.
21 июня 1941 года вместе с училищем, в котором работал отец, Владимир Францевич приехал в город Вольск.
В феврале 1942 года, имея неполных 17 лет, добровольцем ушёл в Красную Армию. Был курсантом 2-го Киевского артиллерийского училища, которое окончил с отличием через 6 месяцев, по собственной просьбе он был направлен на Сталинградский фронт в звании лейтенанта; воевал в ранге командира взвода 1103-го пушечного полка 62-й армии под командованием легендарного маршала В. И. Чуйкова.
С 1942 года — кандидат в члены партии.
После Сталинградской битвы был назначен командиром батареи 172-го гаубичного полка 134-й артиллерийской бригады и в составе 6-й Гвардейской артиллерийской дивизии прорыва Главного командования участвовал в боях на 2-м Прибалтийском фронте.
В 1944 году стал членом ВКП(б). Из армии был демобилизован в звании старшего лейтенанта в апреле 1945 года как инвалид Отечественной войны III группы, после тяжёлой контузии (инвалидность была снята в 1949 году).
В 1945 году за 2,5 месяца экстерном окончил 10-й класс и поступил на экономический факультет МГУ.
В 1947 году женился на Смирновой Лилии Яковлевне.
В 1950 году он окончил МГУ с отличием и получил квалификацию преподавателя политической экономии. После окончания Московского университета был послан Отделом пропаганды и агитации ЦК ВКП(б) в Алтайский крайком ВКП(б), где работал заведующим лекторской группой, а затем был избран секретарем Барнаульского горкома партии по агитации и пропаганде. Одновременно учился в заочной аспирантуре МГУ им. М. В. Ломоносова по кафедре политической экономии.
В конце 1952 году стал учиться в очной аспирантуре МГУ.
С 1952 года на преподавательской работе.
В 1954 году, после окончания аспирантуры, был оставлен на кафедре политической экономии МГУ.
С 1954 по 1963 год работал ассистентом, преподавателем, доцентом кафедры политэкономии МГУ.
В 1955 году в МГУ защитил диссертацию на соискание ученой степени кандидата экономических наук на тему: «Возникновение колхозной, групповой собственности в СССР (1917—1932 гг.)».
В 1955 году был избран председателем Объединённого профкома МГУ, проработав на этой должности в двух составах профкома.
С января 1960 года по апрель 1961 года читал курс политической экономии в партийной школе города Ханоя.
В 1962 году работал заместителем секретаря парткома МГУ по идеологической работе.
В МГУ занимался общественной работой: секретарь комсомольской организации, заместитель секретаря, а затем секретарь партийного бюро экономического факультета, секретарь партийного бюро кафедры политэкономии гуманитарных факультетов. Работая в партийной организации, был пропагандистом.
С марта 1963 года — в аппарате ЦК КПСС.
В 1965 году был избран секретарем партийного бюро Отдела науки и учебных заведений ЦК КПСС.
С августа 1966 года — в Министерстве высшего и среднего специального образования СССР.
В сентябре 1966 года до 1970 года — заместитель министра высшего и среднего специального образования СССР.
С декабре 1970 года — ректор Университета дружбы народов им. Патриса Лумумбы.
С 1971 года — профессор.
С 1973 года был бессменным председателем Общества дружбы СССР — Бангладеш.
В 1974 году в МГУ защитил диссертацию на соискание ученой степени доктора экономических наук на тему: «Теория и практика социалистического преобразования сельского хозяйства : (На примере опыта СССР и других социалистических стран)».
С 1983 года до самой смерти Владимир Станис возглавлял кафедру политической экономии на экономическом факультете РУДН.
В 1993, оставив пост ректора РУДН, продолжил преподавательскую деятельность, 10 лет занимая почётный пост президента университета.
Умер 1 декабря 2003 года после тяжёлой продолжительной болезни на 80-м году жизни.
Похоронен на Троекуровском кладбище.
Основная тематика научных работ: экономические закономерности перехода к социализму, социально-экономические преобразования в развивающихся странах.
Руководитель авторского коллектива монографии «The Role of the State in Socio-Economic Reform of Developing Countries» (М., 1976).
Станис — заслуженный деятель науки Российской Федерации, почетный работник высшего профессионального образования РФ, почетный академик Международной академии наук высшей школы, почетный профессор РУДН. Владимир Францевич Станис награждён орденом Ленина, орденами Октябрьской Революции, Трудового Красного Знамени, Дружбы народов, Красной Звезды, «Знак Почета», Отечественной войны II степени, орденом Почета; медалями «За оборону Сталинграда», «За победу над Германией в Великой Отечественной войне 1941—1945 гг.», «За доблестный труд», «В ознаменование 100-летия со дня рождения Владимира Ильича Ленина», «За отличие в охране границ СССР», «Ветеран труда», «В память 850-летия Москвы», Почетной медалью Советского комитета солидарности стран Азии и Африки и многими другими советскими и иностранными медалями.
В течение восьми созывов избирался депутатом Московского городского совета.
Женился в 1947 году на Смирновой Лилии Яковлевне, с которой прошел вместе весь жизненный путь. Жена — Лилия Яковлевна Станис (род. 11.06.1924), член КПСС, заведующая кафедрой философии Московского горного института, доктор философских наук, профессор. Вместе с женой воспитал троих детей (две дочери и сын) и троих внуков. Старшая дочь Владимира Францевича — Елена Владимировна Станис, кандидат технических наук, профессор Института экологии РУДН и ветеран РУДН. Внучка Владимира Францевича — Дарья Владимировна Станис, кандидат экономических наук, доцент кафедры государственного и муниципального управления.
За свою многолетнюю педагогическую деятельность Станис подготовил тысячи специалистов, работающих сегодня более чем в 160 странах мира. Среди его учеников — министр образования России В. М. Филиппов.
Имя Станиса носит кафедра политической экономии РУДН. В РУДН учрежденга стипендия имени В. Ф. Станиса.

## Отзывы современников о Станисе
В. П. Синячкин:
Владимир Францевич давал напутствие всем нам: быть настоящими людьми, дорожить дружбой, верить в миссию нашего университета. Он был уверен в том, что сначала нужно воспитать человека, а потом – сделать из него профессионала
К. В. Ремчуков:
Четкая иерархия приоритетов, доброжелательность в общении, ответственность – важные черты личностной идентичности Владимира Францевича
В. М. Филиппов:
Владимир Францевич Станис – это человек, который нас воспитал. Для нас он был Педагог с большой буквы. И наше счастье, что мы были вместе с ним.

## Награды и звания
- орден Ленина,
- орден Октябрьской Революции,
- орден Отечественной войны II степени,
- орден Трудового Красного Знамени,
- орден Дружбы народов,
- орден Красной Звезды,
- орден «Знак Почёта»,
- орден Почёта (7 февраля 1995) — за большой вклад в подготовку высококвалифицированных многонациональных кадров и заслуги в укреплении и развитии международных связей в области науки и высшего образования

## Научные труды
- Социалистическое преобразование сельского хозяйства. — Москва : Соцэкгиз, 1959. — 71 с.; 20 см.
- Учебное пособие по курсу политической экономии : Для студентов вечернего и заоч. обучения МГУ. — Москва : Изд-во Моск. ун-та, 1962—1963. — 7 т.; 21 см. Вып. 4: Социалистический способ производства. Ч. 1 / Авт. глав: доценты, кандидаты экон. наук Э. Андрес, В. Ф. Станис, проф. Ф. П. Кошелев и др. — 1963. — 224 с.
- Образование в СССР. — Москва : Знание, 1967. — 46 с.; 21 см. — (В помощь лектору/ Всесоюз. о-во «Знание»).
- Октябрь и развитие народного образования в СССР / Всесоюз. о-во «Знание». — Москва : Знание, 1967. — 46 с.; 21 см.
- О высшем образовании в США / В. Ф. Станис, Л. С. Чередниченко. — Киев : Вища шк., 1970. — 103 с.; 20 см.
- Социалистические преобразования сельского хозяйства : (Теория и практика) / В. Ф. Станис. — Москва : Мысль, 1971. — 271 с.; 21 см.
- Экономические закономерности возникновения и становления социализма : [Учеб. пособие по полит. экономии для вузов] / В. И. Докукин, В. Ф. Станис. — Москва : Высш. школа, 1972. — 136 с.; 20 см.
- Роль Университета дружбы народов имени Патриса Лумумбы в подготовке кадров для стран Азии, Африки и Латинской Америки : Докл. проф. д-ра экон. наук В. Ф. Станиса. — Москва : [б. и.], 1975. — 20 с.; 22 см. — (Доклады на VI Генеральной конференции Международной ассоциации университетов (19-25 августа)/ Ун-т дружбы народов им. Патриса Лумумбы; 3).
- কৃষির সমাজতান্ত্রিক রূপান্তর : তত্ত্ব ও প্রয়োগ / ভ্লাদিমির স্তানিস; অনুবাদ দ্বিজেন শর্মা. — মস্কো : প্রগতি প্রকাশন, ১৯৭৮. — 239 с.; 20 см.
- Университет дружбы : [Ун-т дружбы народов им. Патриса Лумумбы] В. Ф. Станис]. — Москва : Прогресс, 1980. — 76 с. : 15 л. ил.; 20 см
- Возникновение и становление экономики социализма / В. Ф. Станис. — Москва : Высш. школа, 1980. — 367 с.; 20 см.
- Помощь СССР освободившимся странами в подготовке кадров : Докл. Междунар. конф. «Актуал. пробл. соврем. Азии», Москва, 30 июня-2 июля 1982 / В. Ф. Станис. — Москва : Наука, 1982. — 8 с.; 21 см.
- Возникновение и становление экономики социализма : Опыт Сов. Союза, др. соц. стран и развивающихся стран соц. ориентации. [Пер. с рус.] / В. Станис. — Москва : Прогресс, 1985. — 215 с.; 20 см.
- Экономические закономерности становления социализма : [учеб. пособие по спецкурсу для экон. спец. вузов] / В. Ф. Станис. — Москва : Высш. шк., 1985. — 351 с.; 21 см; ISBN В пер. (В пер.) : 95 к.
- Университет во имя мира и дружбы / В. Ф. Станис. — Москва : УДН, 1985. — 95 с. : 20 л. ил.; 20 см.
- Экономические проблемы развития стран социалистической ориентации / [С. С. Дзарасов, М. Д. Рогатов, В. Ф. Станис и др.; Отв. ред. С. С. Дзарасов, В. Ф. Станис]; Ун-т дружбы народов им. Патриса Лумумбы. — Москва : Наука, 1986. — 239,[1] с.; 22 см.
- Некапиталистический путь развития: теория, практика, критика немарксистских концепций / [В. А. Малинин, И. Ф. Зубков, В. Ф. Станис и др. ; редколлегия : В. А. Малинин, В. Ф. Станис (ответственные редакторы) и др.]. — Москва : Изд-во Ун-та дружбы народов, 1987. — 314, [1] с.; 21 см.

- The Role of the state in socio-economic reforms in developing countries : [Transl. from the Russ. .. / Under the gen. ed. of Prof. Stanis, V. F.] [a. o.]. — M. : «Progress», 1976. — 240 с. ; 21 см. — (Problems of the Third world)
- Роль государства в социально-экономических преобразованиях развивающихся стран : [Перевод на арабский язык] / од ред. В. Станиса. — Москва : Прогресс, 1980. — 232 с.; 20 см.
- Университет дружбы народов имени Патриса Лумумбы, 25 лет : Справочник / [Редкол.: Станис В. Ф. и др.]. — Москва : Изд-во УДН, 1985. — 140 с. : ил.; 21 см; ISBN В пер. (В пер.) : 1 р.
- Социально-экономическое развитие стран социалистической ориентации: теория и практика : Сб. науч. тр. / М-во высш. и сред. спец. образования СССР; [Редкол.: В. Ф. Станис (отв. ред.) и др.]. — Москва : Изд-во Ун-та дружбы народов, 1985. — 151 с.; 21 см.
- Борьба народов Азии, Африки и Латинской Америки за мир и социальный прогресс, против империализма и войны : Материалы науч.-теорет. конф., посвящ. 25-летию УДН / [Редкол.: В. Ф. Станис, В. К. Пучинский (отв. редакторы) и др.]. — Москва : Изд-во Ун-та дружбы народов, 1985 (1986). — 265,[1] с.; 22 см.
- Социально-экономические проблемы освободившихся стран : Материалы всесоюз. науч. конф. / [Редкол.: В. Ф. Станис, В. К. Пучинский (отв. редакторы) и др.]. — Москва : Изд-во Ун-та дружбы народов, 1987. — 276,[1] с.; 21 см.
- Университет дружбы народов имени Патриса Лумумбы. 30 лет : справочник / [отв. редакторы : Станис В. Ф., Батаева Т. В., Белоус И. Ф.]. — Москва : Изд-во УДН, 1990. — 151, [1] с.; 23 см; ISBN 5-209-00343-4 : 1 500 экз.
- Новое политическое мышление и социально-экономические проблемы развивающихся стран : Материалы всесоюз. науч. конф., посвящ. 30-летию Ун-та дружбы народов им. Патриса Лумумбы / [Редкол.: В. Ф. Станис, А. А. Иванов (отв. редакторы) и др.]. — М. : Изд-во Ун-та дружбы народов, 1991-. — 22 см. Ч. 1. — Москва : Изд-во Ун-та дружбы народов, 1991. — 229,[1] с.; ISBN 5-209-00320-5 : 3 р. 10 к.

- К вопросу об объективной необходимости колхозной, групновой собственности / Станис В. Ф. // — Сер. экон., филос., права, 1957, № 4, с. 31— 41.